# Sekhaenra
Sekhaenra (fl. XVII secolo a.C.) è stato un sovrano dell'Antico Egitto inserito nella XIII dinastia.

## Biografia
L'associazione del nome scritto nella posizione 7.20 del Canone Reale con il prenomen si basa su dati estremamente labili in quanto il papiro torinese è in questa parte quanto mai frammentario (prima di Sakhaenra vi sono 2 righe del tutto perse).
Come per gli altri sovrani della fase terminale della XIII dinastia anche Sakhaenra governò su una parte limitata dell'Alto Egitto.
I reperti inerenti a questo sovrano provengono tutti dai resti del tempio funebre di Montuhotep II a Deir el-Bahari.
Secondo Ryholt Sekhaenra fu il primo sovrano della XIV dinastia e si collocherebbe, dal punto di vista cronologico, tra il 1805 a.C. ed il 1780 a.C.

## Liste reali
| HASH | HASH | Y1 | G7 |

| HASH | HASH | Y1 | G7 |

| HASH | HASH | Y1 | G7 |

| HASH | HASH | Y1 | G7 |

| HASH | HASH | Y1 | G7 |

| HASH | HASH | Y1 | G7 |

| HASH | HASH | Y1 | G7 |

| HASH | HASH | Y1 | G7 |

## Titolatura
| G5 |

| G5 |

|       |
| \| \| |
|       |
|       |

|  |

|       |
| \| \| |
|       |
|       |

|  |

| G16 |

| G16 |

|  |

| G8 |

| G8 |

|  |

| M23 · X1 | L2 · X1 |

| M23 · X1 | L2 · X1 |

| N5 | s | N28 · Z1 | D36 | Y1 · n |

| N5 | s | N28 · Z1 | D36 | Y1 · n |

| N5 | s | N28 · Z1 | D36 | Y1 · n |

| N5 | s | N28 · Z1 | D36 | Y1 · n |

| N5 | s | N28 · Z1 | D36 | Y1 · n |

| N5 | s | N28 · Z1 | D36 | Y1 · n |

| N5 | s | N28 · Z1 | D36 | Y1 · n |

| N5 | s | N28 · Z1 | D36 | Y1 · n |

| G39 | N5 |

| G39 | N5 |

|       |
| \| \| |
|       |
|       |

|  |

|       |
| \| \| |
|       |
|       |

|  |

## Cronologia
| Periodo                    | Dinastia | Anni di regno                                |
| Secondo periodo intermedio | XIII     | tra il 1660 a.C. ed il 1630 a.C. (± 50 anni) |

| Autore | Anni di regno                        |
| ------ | ------------------------------------ |
| Ryholt | 1805 a.C. - 1780 a.C. (XIV dinastia) |
| Franke | intorno a 1640 a.C.                  |

| predecessore: Sawahenra | Signore del Basso e dell'Alto Egitto | successore: Merkheperra |

| Dinastie contemporanee | Capitale |
| XIV                    | varie    |
| XV                     | Avaris   |
| XVI                    | varie    |